# Captain Fantastic
Captain Fantastic is een Amerikaanse film uit 2016, geschreven en geregisseerd door Matt Ross. De film ging in wereldpremière op 23 januari op het Sundance Film Festival.

## Verhaal
Ben en zijn vrouw Leslie zijn marxistische anarchisten die gekant zijn tegen de westerse levenswijze. Daarom gingen ze met hun zes kinderen, de jongens Bo, Rellian en Nai en de meisjes Kielyr, Vespyr en Zaja, geïsoleerd van de samenleving in de bossen van het Pacific Northwest wonen. Leslie is bipolair en al enige tijd opgenomen in een psychiatrische inrichting. De kinderen krijgen ongeautoriseerd thuisonderwijs: wetenschappen, talen als esperanto en Duits, academische en fysieke training. Ze leven onder meer van de jacht en leren de kinderen steekwapens en pijl-en-boog hanteren. Teleurgesteld in het kapitalisme omdat ze vinden dat grote bedrijven te veel macht verwerven, plegen ze als ze onderweg zijn met hun bus ook winkeldiefstallen.
Leslie pleegt zelfmoord. Haar vader Jack wil haar begraven en wil niet dat Ben daar is. Leslies laatste wens was echter dat ze gecremeerd zou worden, omdat zij boeddhistisch was, en dat de as door het toilet gespoeld zou worden. Ben en de kinderen vinden dat dat gerespecteerd moet worden. Ze gaan met hun bus naar de begrafenisplechtigheid. Ben onderbreekt de pastoor en legt uit dat Leslie nooit begraven wilde worden. Vervolgens wordt hij door Jack uit de kerk gezet. Die wil voogdij over de kinderen en dreigt Ben te laten arresteren als hij zich daar tegen verzet.
Bo verwijt hem dat hij door hem sociaal onhandig is omdat ze nooit met anderen in contact komen. Hij is met moeders hulp maar zonder Bens medeweten toegelaten op verschillende topuniversiteiten. Rellian verwijt Ben zijn moeders dood en blijft bij zijn grootouders. Als Vespyr van het dak valt waar hij haar op stuurde om hem terug te halen geeft Ben zich gewonnen. Ben vertrekt alleen maar de kinderen hebben zich in de bus verstopt om toch bij hem te blijven. Op hun initiatief gaan ze Leslie opgraven, cremeren en de as door een toilet spoelen. Ten slotte vertrekt Bo naar Namibië en begint Ben een boerderij, niet meer zo geïsoleerd van de samenleving, maar ook niet helemaal meegaand met alle trends van de maatschappij.

## Rolverdeling
| Acteur            | Personage           | Omschrijving                                 |
| ----------------- | ------------------- | -------------------------------------------- |
| Viggo Mortensen   | Ben Cash            |                                              |
| Trin Miller       | Leslie Abigail Cash | Bens vrouw                                   |
| George MacKay     | Bodevan (Bo) Cash   | Bens oudste zoon                             |
| Samantha Isler    | Kielyr Cash         | Bens tweelingtienerdochters                  |
| Annalise Basso    | Vespyr Cash         | Bens tweelingtienerdochters                  |
| Nicholas Hamilton | Rellian Cash        | Bens middelste zoon                          |
| Shree Crooks      | Zaja Cash           | Bens jongste dochter                         |
| Charlie Shotwell  | Nai Cash            | Bens jongste zoon                            |
| Frank Langella    | Jack Bertrang       | Leslies vader                                |
| Ann Dowd          | Abigail Bertrang    | Leslies moeder                               |
| Kathryn Hahn      | Harper Cash         | Bens zus                                     |
| Steve Zahn        | Dave                | Harpers man                                  |
| Elijah Stevenson  | Justin              | Harpers zoon                                 |
| Teddy Van Ee      | Jackson             | Harpers zoon                                 |
| Erin Moriarty     | Claire McCune       | Het meisje dat Bo leert kennen op de camping |
| Missi Pyle        | Ellen McCune        | Claires moeder                               |